# Jan Pahor
 Jan Pahor  (sinh 10 tháng 6 năm 1986, Slovenia) là một cầu thủ bóng đá Slovenia thi đấu cho Ankaran Hrvatini ở Slovenian PrvaLiga.
Anh bắt đầu sự nghiệp bóng đá lúc 18 tuổi ở câu lạc bộ Slovenia Koper. Cùng với Koper, anh giành chức vô địch Cúp bóng đá Slovenia năm 2006. Vào tháng 1 năm 2009, anh gia nhập đội bóng tại Liga I của România Farul Constanţa.